# Witold Bordziłowski
Witold Janowicz Bordziłowski (ros. Вито́льд Я́нович Бордзило́вский ; ur. 16 grudnia 1916, zm. 23 kwietnia 1979) – radziecki reżyser filmów animowanych. Absolwent WGIK.

## Wybrana filmografia
- 1963: Milioner
- 1966: Wspaniały stateczek
- 1972: Kaczorek-muzykant
- 1974: Worek jabłek
- 1978: Dziadek Mróz i szary wilk
- 1978: Jak kaczorek grajek został piłkarzem

## Nagrody
- 1975: Nagroda na Międzynarodowym festiwalu filmów fantastycznych w Odense (Dania) za film Worek jabłek